# 율곡초등학교 (경남)
율곡초등학교는 대한민국 경상남도 합천군 율곡면 와리에 있었던 공립 초등학교이다.

## 연혁
- 1932년 4월 20일 율곡공립보통학교(4년제) 개교
- 1938년 3월 11일 6년제로 승격
- 1938년 4월 1일 율곡제1공립심상소학교로 개칭
- 1941년 10월 7일 율곡제1공립국민학교로 개칭
- 1985년 2월 5일 전교생 급식 실시
- 1991년 2월 28일 항제분교장 본교로 통합
- 1992년 4월 19일 개교 60주년 기념행사(기념비 건립)
- 1993년 3월 1일 특수학급(1학급) 개설
- 1994년 10월 27일 CCTV 시설 완공
- 1996년 3월 1일 율곡초등학교로 개칭
- 1999년 9월 1일 영전초등학교로 통합